# Carbonara di Po
Carbonara di Po (lombardul: Carbunèra) település Olaszországban, Lombardia régióban, Mantova megyében. Lakosainak száma 1259 fő (2017. január 1.). Carbonara di Po Bergantino, Borgofranco sul Po, Castelnovo Bariano, Magnacavallo és Sermide községekkel határos.

## Népesség
A település népességének változása:

| 2017 | 1 259 |